# Hans Weusthof
Hans Weusthof (Amsterdam, 6 juni 1949) is een voormalig Nederlandse hockeyer, die vijf interlands op zijn naam heeft staan. Zijn bijnaam luidde de Knoest.
Weusthof speelde 15 jaar in Heren 1 van de NMHC Nijmegen en werd als eerste mannelijke NMHC speler in 1974 (1974 en 1975) gekozen in het Nederlandse hockeyelftal als opvolger van André Bolhuis. In het begin van de jaren zeventig wist Nijmegen H1 zich een plaats in de hoofdklasse te verwerven. Vier jaar lang bleven ze op topniveau spelen. Dit hoogste niveau is daarna nooit meer geëvenaard. Het succesvolle team van toen heet nu de Pleasure Muscles, die nog steeds wat activiteiten ontplooien. Verder is hij lid van de Batavieren, de Boekaniers, de Abrahams en hockeyclub 60+. Weusthof sr. (bijnaam Knoest) heeft een zoon, Roderick Weusthof (bijnaam Knoest jr), die sinds 2003 ook in het Nederlandse Hockeyelftal speelt.
Ook is Weusthof gediplomeerd Tennis- en Hockey oefenmeester B en was trainer-coach van de Oostelijke en Nederlandse Jongens hockeyteams en Jong Oranje Heren. Later is hij daar ook Manager van geweest.
In totaal speelde Weusthof 5 interlands, waarvan er 3 gewonnen werden, 1 verloren en 1 gelijk. In deze interlands scoorde hij niet.